# Колсефни, Андерс
Андерс Колсефни (англ. Anders Colsefni; род. 15 апреля 1972, Де-Мойн) — американский музыкант и певец. Первый вокалист и один из основателей группы Slipknot. Ушёл из группы спустя некоторое время после прихода Кори Тейлора в 1997 году. До Slipknot играл ещё в 2 группах: VeXX и Inveigh Catharsis. Затем в 1997 году Андерс основал грув-метал группу Painface. В 2021 приглашался в Slipknot на место Криса Фена, но Колсефни отказался.

## Группы
Это список групп, в которых участвовал Андерс.
- Vexx (также называлась «Stiff Dead Dog» для одного концерта): 1988—1992 (барабаны)
- Inveigh Catharsis (такая же группа, другой фронтмен): 1992—1993 (барабаны)
- Painface: 1993 (вокал, перкуссия)
- Body Pit: 1993—1995 (вокал)
- Slipknot (также называлась «The Pale Ones», «Meld», «Pygsystem»): 1995—1997 (вокал, перкуссия, бэк-вокал, бубен, семплы)
- Painface (другая группа): 1998—2002, 2011—2015 (вокал)
- On A Pale Horse: 2002—2004 (вокал)
- Vice Grip Throttle: 2005—2009 (вокал)
- All That Crawls: с 2008 (вокал)
- Anders Colsefni: c 2023 (вокал, перкуссия)

## Дискография
- Vexx — Shadow of Reality (1991)
- Inveigh Catharsis — A Lesson in Humility (1992)
- Painface — Painface Tape 1 (1993)
- Painface — Painface Tape 2 (1993)
- Slipknot — Slipknot Demo (1996)
- Slipknot — Mate.Feed.Kill.Repeat. (1996)
- Slipknot — Excerpts from Current Project (1996)
- Slipknot — 1997 Demo (1997)
- Slipknot — Battle of the Bands Demo (1997)
- Slipknot — Slipknot Demo (1997)
- Painface — Demo 1 (1999)
- Painface — Fleshcraft Demo (1999)
- Painface — Fleshcraft (1999)
- Painface — On a Pale Horse EP (2000)
- Painface — Demo 2 (2001)
- Vice Grip Throttle — Vice Grip Throttle (2005)
- Vice Grip Throttle — Vice Grip Throttle EP (2009)
- On a Pale Horse — «„The Horse Sessions“ — Unreleased Tracks» (2011)
- Painface — Skullcrusher EP (2013)